# Borói csata
A borói csata (horvátul: Pokolj u Borovu Selu) az egyik első fegyveres összecsapás volt. a horvát függetlenségi háború néven ismertté vált konfliktusban. Az 1991. május 2-án lezajlott eseményt Horvátországban Borovo Seló-i mészárlásként (horvátul Pokolj u Borovom Selu), Szerbiában pedig Borovo Seló-i incidensként (szerbül: Incident u Borovom Selo) ismerik. Az összecsapást a hónapok óta tartó etnikai feszültség, az erőszak és a Pakrácban, valamint a Plitvicei-tavaknál folyó márciusi fegyveres harc váltotta ki. A Vukovártól északra fekvő, többségben szerbek lakta Boró (Borovo Selo) faluban zajló összetűzések közvetlen oka az volt, hogy a faluban lévő jugoszláv zászlót Horvátország zászlajára cserélték. Négy horvát rendőr jogosulatlan akciója után a falu szerb milíciája közülük kettőt elfogott. A foglyok visszaszerzésére a horvát hatóságok további rendőri erőket vezényeltek a faluba, akik csapdába estek. A kialakult fegyveres konfliktusban tizenkét horvát rendőr és a szerb félkatonai egységek egy katonája halt meg, mielőtt a Jugoszláv Néphadsereg (JNA) közbelépett és véget vetett az összecsapásoknak.
Az összetűzés a horvátországi általános helyzet további romlását eredményezte, ami arra késztette a horvátokat és a szerbeket, hogy nyílt agresszióval és nemzetük ellenségeként vádolják egymást. Horvátország számára a szerbek fellépése különösen provokatív volt, mert a hírek szerint az incidens során meghalt horvát rendőrök egy részének holttestét megcsonkították. A borói összecsapás megszüntette a reményt, hogy az eszkalálódó konfliktust politikailag meg lehet akadályozni, és szinte elkerülhetetlenné tette a háborút. A csata után néhány nappal összeült jugoszláv elnökség felhatalmazta a JNA-t, hogy a további konfliktusok megelőzése érdekében bevesse erőit. A bevetés ellenére továbbra is történtek a régióban összecsapások. A háború után a két elfogott rendőr bántalmazásában játszott szerepéért a szerb félkatonai egységek egyik katonáját háborús bűnökért három év börtönre ítélték. Négy másik ellen is vádat emeltek, de ők Horvátországon kívüli tartózkodásuk miatt ezt követően is szabadlábon maradtak.

## Előzmények
1990-ben, miután a horvátországi szabad választásokat a Horvát Demokratikus Közösség (Hrvatska demokratska zajednica, HDZ) nyerte, a szerbek és a horvátok közötti etnikai feszültség tovább fokozódott. A Jugoszláv Néphadsereg (Jugoslovenska Narodna Armija – JNA) az ellenállás minimalizálása érdekében lefoglalta a Horvát Területvédelem (Teritorijalna obrana – TO) fegyvereit. Augusztus 17-én a feszültség a horvátországi szerbek nyílt lázadásává fajult, amelynek középpontjában Knin és környéke, valamint a Dalmáciai hátország túlnyomórészt szerbek lakta részei (Splittől körülbelül 60 kilométerre északkeletre), Lika, a Kordun, a Banovina és Kelet-Horvátország egyes részei voltak.
1990 júliusában a horvátországi szerbek Szerb Nemzeti Tanácsot hoztak létre, hogy koordinálja az ellenállást Franjo Tuđman horvát elnök Horvátországnak Jugoszláviától való függetlenedésére irányuló politikájával szemben. A tanács elnökének Milan Babić knini fogorvost választották meg, míg Knin rendőrfőnöke, Milan Martić számos félkatonai milíciát hozott létre. A két férfi végül a Krajinai Szerb Autonóm Terület (SAO Krajina) politikai és katonai vezetőjévé vált. 1991 márciusában az SAO Krajina hatóságai Szerbia kormányának támogatásával megkezdték Horvátország szerbek lakta területei feletti ellenőrzés megszilárdítását, aminek eredményeként vértelen csetepaté alakult ki Pakracban, és a Plitvicei-tavak incidensének első halálos áldozatai voltak.
1991 elején Horvátországnak nem volt reguláris hadserege, azért védelmének megerősítése érdekében megduplázta rendőri erői létszámát, mely így 20 000 főre nőtt. A haderő leghatékonyabb részét a tizenkét zászlóaljba szervezett, a katonai egységek szerepét átvevő, 3000 fős különleges rendőrség jelentette. Emellett 16 zászlóaljba és 10 századba területi alapon szervezett 9-10 000 tartalékos rendőr is rendelkezésre állt. A tartalékos erőnek nem volt fegyvere.

## Borói események a csata előtt
1991-ben a Szerbiával szemben, a Duna jobb partján található Boró falu Vukovár község része volt. Míg maga Vukovár városának etnikailag vegyes lakossága volt (47,2 százaléka horvát és 32,2 százaléka szerb), addig a környék kisebb települései homogénebbek voltak. Tizennégyben túlnyomórészt horvátok laktak, tízben (beleértve Borót is) a szerbek, kettőben a ruszinok voltak többségben, a maradék kettő pedig vegyes etnikai összetételű volt.
A fokozódó etnikai feszültségek közepette, egy nappal a Plitvicei-tavaki incidens után Borót április 1-jén elbarikádozták. Két nappal később a vukovári JNA helyőrség harckészültségét a maximális szintre emelte. Kora tavasszal a horvátok és a szerbek megállapodásra jutottak, amelynek értelmében a horvát rendőrség nem léphet be Boróba a helyi szerb hatóságok kifejezett hozzájárulása nélkül. Április 14-én a faluban szerb politikai nagygyűlést tartottak, és a hónap végére a helyzet ingatagabbá vált. A tüntetés felszólalói – a Szerb Radikális Párt (Srpska radikalna stranka – SRS) vezetője, Vojislav Šešelj, a szerb nemzetgyűlés tagja, Milan Paroški és Stanko Cvijan diaszpóra miniszter – szónoklataikban Nagy-Szerbia létrehozását támogatták, amely egyetlen szerb állam keretében egyesítené az országot. Egy héttel később az Eszéktől északra fekvő Kácsfaluban, mindannyian megismételték beszédüket, valamint nyílt felhívást intéztek a néphez a másként gondolkodó horvátok megölésére.
Emellett április közepén Vukašin Šoškoćanin helyi milíciaparancsnok kérésére a Fehér Sasok szerb félkatonai szervezet csapatai megérkeztek Boróba. A félkatonai csoportokat a szerb hatóságok jóváhagyásával részben közvetlenül a szerb belügyminisztérium, részben a SAO Krajinához köthető milícia fegyverezte fel. 1991. április végére a borói Fehér Sasokhoz csatlakoztak a Dušan Silni nevű, a Szerb Nemzeti Megújulás Pártjához köthető félkatonai egység harcosai.
Április közepén a Boró melletti horvát állásokból Armbrust rakétákat lőttek ki a falura. Az esemény leírásának egyik változata szerint több lövést adtak le Boró külterületén barikádként szolgáló mezőgazdasági gépekre. Egy másik változat szerint kifejezetten az etnikai feszültségek szítása céljából három rakétát lőttek ki a falura. Az egyik rakéta egy házat talált el, a másik pedig detonáció nélkül landolt a mezőben. Nem voltak halálos áldozatok. A belgrádi rádió és televízió ezt követően képeket sugárzott a rakétákról, és tovább fokozva az etnikumok közötti feszültséget, a horvát agresszió bizonyítékaként mutatta be őket. A rakétákat az a csoport lőtte ki, akiket Josip Reihl-Kir eszéki rendőrfőnök vezetett a helyszínre, és akit később horvát irregulárisok öltek meg. Josip Boljkovac horvát belügyminiszter később jelezte, hogy a csoport tagja volt Gojko Šušak védelmi miniszter-helyettes, Branimir Glavaš és Vukojević alelnök. Šušak azt állította, hogy semmi köze az esethez, de elismerte, hogy akkoriban a környéken tartózkodott. Nikola Jaman, aki akkoriban a belügyminisztérium tartalékos egységparancsnoka volt, később kijelentette, hogy ő vezette az akciót, és tagadta, hogy Šušak, Glavaš és Vukojević érintett lett volna. Azt állította, hogy az akciót Reihl-Kirrel együtt tervezték meg.

## A csata lefolyása
1991. május 1-jén este négy horvát rendőr behatolt Boróba, hogy megpróbálják lecserélni a faluban lévő jugoszláv zászlót Horvátország zászlajára. A kísérlet fegyveres összecsapáshoz vezetett. A rendőrök közül kettő megsebesült és fogságba esett, a másik kettő pedig, akik könnyebb sérüléseket szenvedtek (az egyik lábán, a másik pedig a fejsebet kapott), elmenekült. A horvát belügyminisztérium szerint a rendőrség az eset idején a Dálya–Boró úton járőrözött. Annak ellenére, hogy az elfogott rendőröket az eszéki rendőrséghez osztották be, a vinkovcei rendőrkapitányság – amely vukovárinak felettese volt – utasította a vukovári rendőrkapitányságot, hogy az esettel kapcsolatban Šoškoćaninhoz forduljon. A vukovári rendőrség hajnali 4:30-kor kereste meg Šoškocanint, aki állítólag azt mondta, hogy nem tud semmiről. Reggel 9 órakor Josip Džaja vinkovci rendőrfőnök is felhívta Šoškocanint, és ugyanazt a választ kapta. Amikor Reihl-Kir fél órával később kapcsolatba lépett Šoškoćaninnal, az utóbbi megerősítette az incidens megtörténtét, és közölte, hogy a rendőrök rálőttek a helyi lakosságra, akik közül egyet megsebesítettek. Reihl-Kir nem tudta elérni a két elfogott horvát rendőr szabadon bocsátását.
Reihl-Kir és Džaja ezután arra a következtetésre jutott, hogy rendőröket kell Boróba küldeni. Šoškočanin beleegyezett, hogy fehér zászló alatt biztonságos átjárást biztosítson a rendőröknek. Ezt követően húsz-harminc rendőr lépett be Boróba. Bár a rendőrök fehér zászlóval mentek, félkatonai szervezetek katonái és a helyi milícia tagjai lesből rájuk támadtak. Ezután erősítésként Eszékről és Vinkovcéből busszal mintegy 150 rendőr érkezett. A Vinkovcéről kiküldött erők behatoltak Boróba, de csapdába kerültek, míg az Eszékről Dályán keresztül küldött erősítést a Boról északra lévő úttorlasznál megállították, és nem tudtak bejutni a faluba. A két fél között tűzharc alakult ki és 14:30-ig tartott, amikor Dályáról hét JNA páncélozott szállító harcjármű (APC) hatolt be a faluba. A JNA által odavezényelt Borovo Naseljén keresztül, (Borótól délre) érkező másik APC-konvojt horvát nők tömege állította meg, akik nem engedték át őket.

## Következmények

### Az áldozatok
A lesben álló szerb erők általi támadásban 12 horvát rendőr vesztette életét, 21 pedig megsebesült. A két elfogott rendőrt a Dunán át komppal Újvidékre szállították, és elengedték, majd és május 2-án este visszavitték őket Eszékre. A szerb milicisták közül az egyetlen halálos áldozat a valjevói Vojislav Milić volt, míg négy másik társa megsebesült. A Boróban meggyilkolt rendőrök közül néhányat megcsonkítottak, fülüket levágták, szemüket kivájták, torkukat pedig elvágták. Ezek a tettek az etnikai gyűlölet további szításához vezettek.

### A háború kiterjedése
Az összecsapás arra késztette Tuđman elnök tanácsadóit, hogy szorgalmazzák a Jugoszláviától való függetlenség azonnali kikiáltását és a JNA-val szembeni fellépést, amelyet a horvátok szerbbarátnak tekintettek. Május 3-án Tuđman úgy vélekedett, hogy Horvátország és Szerbia gyakorlatilag háborúban áll, de reméli, hogy a nemzetközi közösség megállítja az erőszakot. Davor Marijan horvát történész szerint Tuđman döntését, hogy nem vágott vissza a JNA-nak, horvát körökben akkoriban gyakran az árulás határát súroló gyávaságként értelmezték, ami nyilvános bírálatokhoz és Martin Špegelj tábornok védelmi miniszteri posztjáról való lemondásához vezetett. Mindazonáltal, amint azt Branko Mamula a jugoszláv flotta admirálisa később elismerte a döntés Horvátország számára időt biztosított a háborúra való felkészüléshez. Az incidens megdöbbentette a horvát közvéleményt, és a közvéleményben a horvát média által támogatott hatalmas elmozdulást idézett elő a szerbek démonizálása irányában. A szerbeket összefoglalóan „csetnikeknek”, „terroristáknak” és „Horvátország ellenségeinek” nevezték. Hasonlóképpen, a szerbek a horvátokat „usztasa”-ként és „a szerb nép ellenségeiként” emlegették. Így a teljes háború elkerülése érdekében a politikai rendezés esélye egyre valószínűtlenebbé vált. Ez után az összecsapás után a háború már elkerülhetetlennek tűnt.
Május 8–9-én Jugoszlávia elnöksége összeült, hogy megvitassák a Boróban történt eseményeket, és megvitassák a JNA katonai beavatkozásra vonatkozó kérelmét. A találkozón jelen volt Jugoszlávia összes tagköztársaságának elnöke. A horvát vezetés lehetővé tette, hogy a JNA erőit olyan területekre vezényeljék, ahol az etnikumok közötti feszültségek nagyok voltak. Május 9-én a szövetségi és a horvát kormány képviselői látogattak Vukovárra. A szövetségi képviselők, ellentétben a horvát kormány tisztviselőivel, akik kijelentették, hogy „nem hajlandók beszélni terroristákkal” Boróba is ellátogattak. A borói összecsapásra válaszul a JNA átcsoportosította az eszéki 12. Proletár gépesített dandár egy részét és a 453. gépesített dandár 1. Szávaszentdemeter székhelyű gépesített zászlóalját Vukovár térségébe. Ezzel egy időben a 36. gépesített dandár 2. gépesített zászlóalját Szabadkáról Vinkovcébe helyezték át. Annak ellenére, hogy a JNA erői a területen állomásoztak, az etnikai indíttatású összetűzések egészen a vukovári csata augusztus végi kezdetéig tartottak.

### Emlékműviták és vádemelések
Az erdődi megállapodás alapján létrehozott 1996–1998-as ENSZ-kormányzás során, amelyet azért hoztak létre, hogy visszaállítsák a terület horvát ellenőrzését, három horvát civil szervezet Boró bejáratánál közterületen emlékművet állított fel, melyet ismeretlenek hamarosan megrongáltak. 2002-ben a község központjában újabb emlékművet állítottak, de nem sokkal az elkészülte után ezt is megrongálták. Az emlékműhöz 2012-ben új emléktáblát helyeztek el, amelyen az incidensben meghalt 12 horvát rendőr neve szerepel,  mely szintén vandalizmus áldozata lett. Bár a helyi szerb politikusok elítélték a vandalizmust, kifogásolták, hogy az emlékmű sértő a szerb kisebbségre nézve, és az egész közösséget sérti, mert 1991-ben a borói szerb erőket „szerb terroristáknak” bélyegezte.
2012 februárjában az eszéki bíróság háborús bűnök miatt elítélte Milan Marinkovićot, és két elfogott horvát rendőr bántalmazása miatt három és fél év börtönbüntetésre ítélte. 2014-ben Marinković büntetését fellebbezés alapján három évre mérsékelték.] A rendőrök bántalmazása miatt négy másik férfi ellen is vádat emeltek, de mivel Horvátországon kívül éltek, a horvát igazságszolgáltatás nem vonhatta felelősségre őket.

## Fordítás
Ez a szócikk részben vagy egészben  a   Battle of Borovo Selo című angol Wikipédia-szócikk ezen változatának fordításán alapul.  Az eredeti cikk szerkesztőit annak laptörténete sorolja fel. Ez a jelzés csupán a megfogalmazás eredetét és a szerzői jogokat jelzi, nem szolgál a cikkben szereplő információk forrásmegjelöléseként.